# Lía Mainero Berro
 Lía Mainero Berro  (Montevideo, 1902 - 1964) fue una pintora y artista plástica uruguaya. Su obra, que se desarrolló por fuera de las corrientes artísticas en boga durante su época, hoy se considera enmarcada dentro del arte naïf.

## Biografía
Creció en una familia acomodada y de prestigio (era bisnieta del Presidente Bernardo Prudencio Berro). Perteneció a la misma generación de Petrona Viera e Italia Ritorni, artistas que como ella, fueron formadas en un entorno familiar que consideraba el arte como herramienta de una educación de la sensibilidad y una expresión de la cultura liberal que sus familias representaban en la época.

## Obra
Aunque trabajó relativamente ajena al circuito del arte convalidado, participó en algunos salones municipales y nacionales y llegó a exponer su trabajo en una muestra individual en la sala Amigos del Arte, de la Galería Lirolay de Buenos Aires.
Trabajó básicamente en pintura al óleo. Sus cuadros giran en torno a la infancia y la pureza, y en ella aparecen paisajes y personajes fantásticos. Por su temática, estilo pictórico e independencia de los cánones de la época, su obra se considera naïf. Eduardo Yepes encontraba en ella "expresiones dadas por una mano sensible, sabia e ignorante como la de los niños". La propia artista confesaba: "No creo hacer ninguna cosa extraordinaria en pintura. Estudio poco. Pinto lo que me interesa y sólo cuando lo siento".
A pesar de haber recibido escasa atención en vida, cosechando juicios dispares por parte de la crítica, su obra se ha revalorizado con el tiempo y se exhibe en el Museo Nacional de Artes Visuales de Montevideo.